# آندرس آیمار
آندرس آیمار (انگلیسی: Andrés Aimar؛ زادهٔ ۱۸ نوامبر ۱۹۸۱) بازیکن فوتبال اهل آرژانتین است.
از باشگاه‌هایی که در آن بازی کرده‌است می‌توان به باشگاه ورزشی اشتوریل پرایا، باشگاه فوتبال ریور پلاته، و باشگاه فوتبال استودیانتس اشاره کرد.